# Ferdinande von Brackel

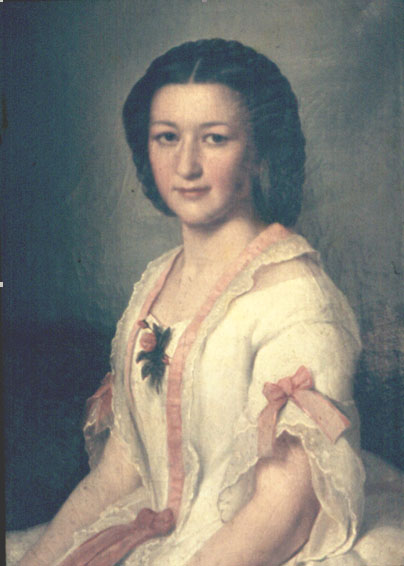
Ferdinande von Brackel zu Welda, ca. 1855

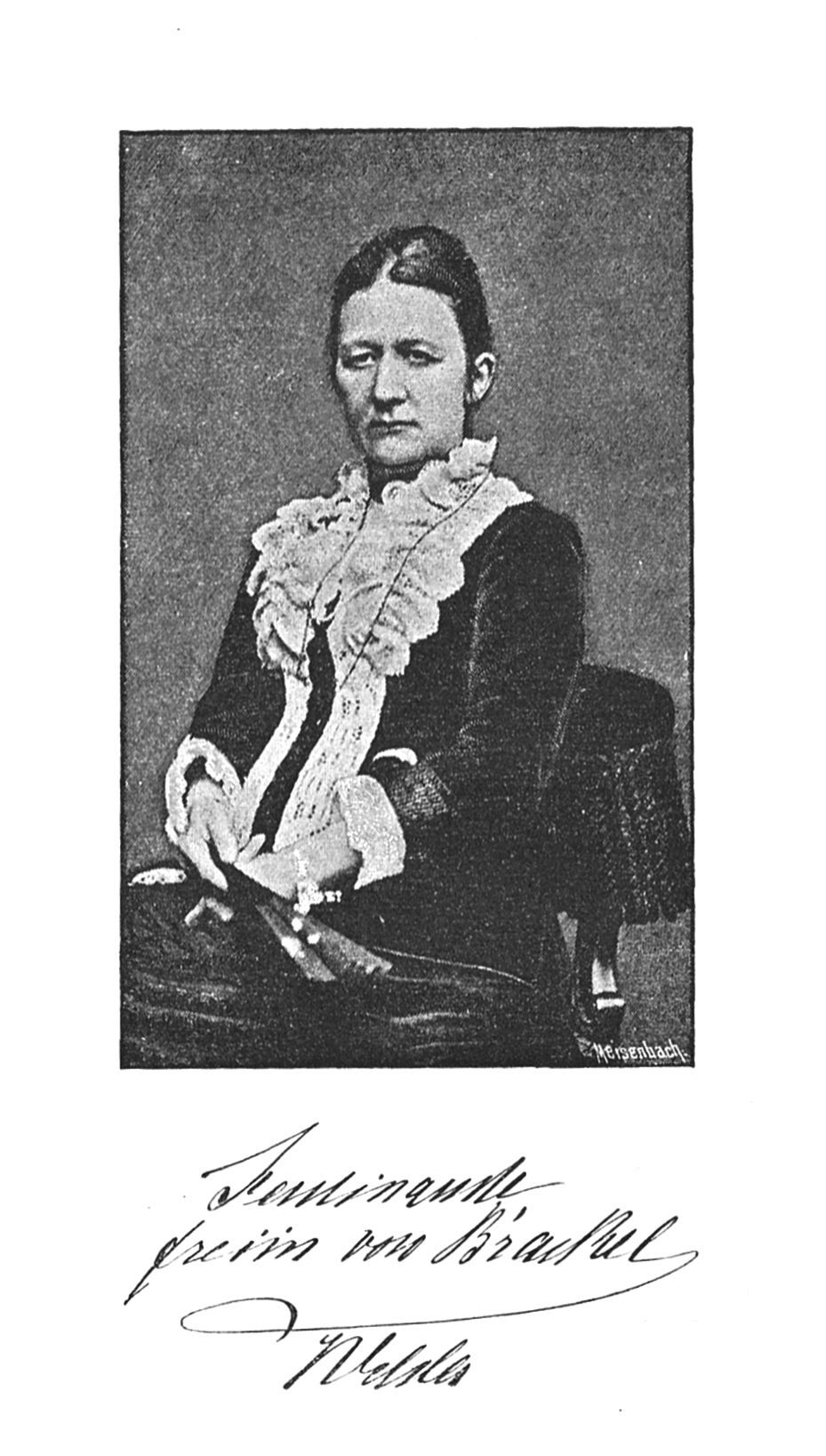
Ferdinande von Brackel im Alter

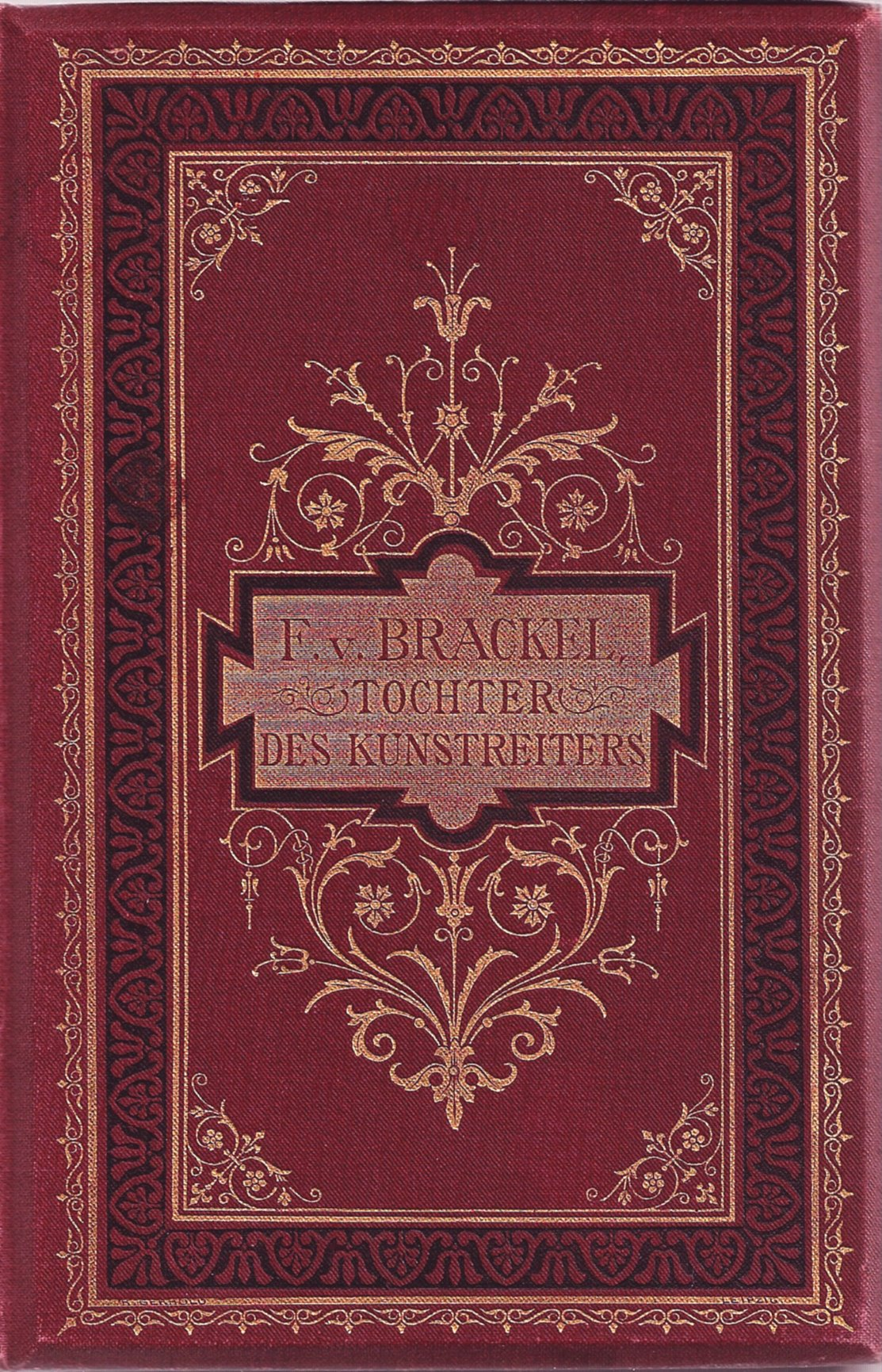
Einband von „Die Tochter des Kunstreiters“, 7. Aufl. 1891

Ferdinande Maria Theresia Freiin von Brackel (* 24. November 1835 in Welda; † 4. Januar 1905 in Paderborn) war eine bekannte westfälische Schriftstellerin aus dem Adelsgeschlecht von Brackel. Sie veröffentlichte auch unter dem Pseudonym E. Rudorf.

## Leben
Ferdinande von Brackel wurde geboren auf Schloss Welda als Tochter von Franz Ferdinand Freiherr von Brackel (1790–1873) und seiner Gemahlin Charlotte von Asbeck († 1884). Der Großvater Franz Georg Ignaz von Brackel, kurbayerischer Kämmerer und Hofrat, hatte Wilhelmine Freiin von Haxthausen geheiratet, die Erbin von Schloss Welda.
In ihrer Kindheit kränklich, wurde Ferdinande vom katholischen Ortspfarrer unterrichtet und von Emanuel Geibel gefördert bzw. inspiriert, literarisch tätig zu werden. Er hielt sich regelmäßig im benachbarten Schloss Escheberg auf, einem schöngeistigen Treffpunkt des nordhessischen bzw. südostwestfälischen Adels. Mit 17 Jahren verfasste sie ihren ersten Roman. Als ihr Bruder Hugo von Brackel, der vormalige Landrat des Kreises Paderborn (1870–1875), nach Plön strafversetzt wurde, folgte sie ihm nach dem Tode ihrer Mutter dorthin. Sie kümmerte sich um die Erziehung der Kinder des verwitweten Bruders. Ab 1898 war sie als Stiftsdame wieder auf Schloss Welda ansässig.
Von Brackel schrieb Zeitgedichte, Prosagedichte und Romane. Sie zeigte Interesse an sozialen Fragen ihrer Zeit. Sie engagierte sich auf katholischer Seite mit den Vertretern im Kulturkampf. Ihr Roman Die Tochter des Kunstreiters der ihren literarischen Durchbruch brachte, ist 1875 zuerst im Feuilleton der „Kölnischen Volkszeitung“ und im Herbst desselben Jahres als Buch erschienen. Es wurde in fünf Sprachen übersetzt und erzielte bis 1907 bereits 25 Auflagen. Sie veröffentlichte über zwanzig Werke.
Die zeitgenössische Literaturkritik beurteilte sie als die talentvollste und bedeutendste der katholischen Schriftstellerinnen, deren Schöpfungen [...] zu den besten Leistungen des weiblichen Schrifttums überhaupt gehörten (Hinrichsen, 1891). Als Schriftstellerin mit starkem Interesse an sozialen Fragen veröffentlichte sie zunächst in den Kriegsjahren 1864, 1866 und 1870 preußenfreundlich gesinnte Zeitgedichte. In der Novelle Der Spinnlehrer von Carrara verewigte die Dichterin 1887 das Leben des Bildhauers Wilhelm Achtermann.
Von Brackel fand ihre letzte Ruhe auf dem Neuen Weldaer Friedhof (Sieben Äckern) in Warburg-Welda.

## Sonstiges
Über die Familie der mütterlichen Vorfahren von Haxthausen ist Ferdinande von Brackel auch mit Annette von Droste-Hülshoff, deren Mutter ebenfalls eine geborene von Haxthausen war, verwandt.
In Welda ist eine Straße nach der Dichterin benannt.

## Werke (Auswahl)
- Gedichte, 1873
- Heinrich Findelkind. Eine Erzählung für Volk und Jugend. 1875
- Die Tochter des Kunstreiters. Roman 1875  Digitalisat (DjVu)
- Nicht wie alle andern. Aus fernen Landen. Zwei Novellen. 1877
- Daniella. Roman 1879
- Am Heidstock. Roman 1881
- Erinnerungen während dreier Sommermonate auf Reisen, 1882
- Prinzeß Ada, Novelle 1883
- Der Spinnlehrer von Carrara. Eine Künstlernovelle 1887
- Vom alten Stamm. Novelle 1889
- Im Streit der Zeit. Roman. 2 Bände. 1897
- Novellen. (Inhalt: Frühlingsrausch und Herbststürme. Nur eine kleine Erzählung). 1898
- Eine Nähmamsell. Novelle 1900
- Chic!. Novelle 1901
- Mein Leben. Autobiographie 1901
- Wem gebührt die Palme?. Talisman. Zwei Erzählungen 1905
- Letzte Ernste. Fünf Novellen 1905

### Werke aus dem Nachlass
- Die Enterbten. Roman 1906
- Der Lenz und ich und du. Herzensinstinkte. Zwei Novellen hersg. von E. M. Hagemann, 1910
- Nora